# Condado de Torrance
O Condado de Torrance é um dos 33 condados do Estado americano do Novo México. A sede do condado é Estancia, e sua maior cidade é Estancia. O condado possui uma área de 8 666 km² (dos quais 3 km² estão cobertos por água), uma população de 16 911 habitantes, e uma densidade populacional de 2 hab/km² (segundo o censo nacional de 2000). O condado foi fundado em 1903.